# Acetaldeide
L'acetaldeide o aldeide acetica (nome IUPAC sistematico: etanale) è un composto chimico con formula molecolare CH3CHO. È la seconda delle aldeidi, dopo l'aldeide formica, ma è la prima aldeide ad avere un gruppo alchilico, il metile, unito al suo gruppo funzionale caratterizzante, il formile −CHO. Per questo, l'acetaldeide è la prima aldeide alifatica ad avere atomi di idrogeno in posizione alfa al carbonile (quelli del metile). A sua volta, questo comporta che sia soggetta a tautomeria cheto-enolica, dando luogo ad un equilibrio nel quale è presente il suo tautomero, l'alcol vinilico:
CH3CHO ⇄ CH2=CHOH   [Keq. = 6×10−7]
Quest'ultimo, sebbene rappresenti in tale equilibrio una minutissima percentuale, in ambiente basico dà luogo all'anione enolato, che determina molta della sua reattività, permettendo all'acetaldeide di partecipare alle importanti condensazioni aldoliche che, tra l'altro, consentono la formazione di legami carbonio-carbonio.
Siccome la sua temperatura di ebollizione è 20,4 °C, in natura può trovarsi sia allo stato liquido che a quello gassoso, a seconda delle condizioni ambientali. Nella forma liquida, è incolore, volatile ed infiammabile, la forma gassosa ha un odore pungente e soffocante.
Viene prodotta nel fegato dall'ossidazione parziale dell'etanolo da parte dell'enzima alcol deidrogenasi ed è una delle cause dei postumi dopo il consumo di alcol, in quanto agisce sul cervello oltrepassando la barriera emato-encefalica. L'ulteriore ossidazione del gruppo CHO porta alla formazione del corrispondente acido carbossilico: l'acido acetico, il quale viene usato dall'organismo come fonte di energia attraverso ulteriori trasformazioni.
Lo IARC classifica la sostanza nel gruppo 1, nel quale vengono catalogate sostanze e composti che presentano sicure correlazioni di cancerogenicità nell'uomo, ma solo se associata al consumo di bevande alcoliche. Tracce di acetaldeide sono contenute anche nel fumo di tabacco, nel caffè, nel pane e nella frutta matura.

## Storia
L'acetaldeide fu osservata per la prima volta dal chimico svedese Carl Wilhelm Scheele nel 1774. Venne poi studiata dai chimici francesi Antoine-François de Fourcroy e Louis Nicolas Vauquelin nel 1800, e dai chimici tedeschi Johann Wolfgang Döbereiner e Justus von Liebig qualche anno più tardi. Nel 1835 Liebig la chiamò "aldeide" ma il nome fu successivamente modificato in "acetaldeide".

## Produzione
L'acetaldeide viene prodotta seguendo diversi processi, che utilizzano come materie prime etanolo, acetilene o frazioni idrocarburiche. Tra i processi utilizzati per la produzione di acetaldeide si annoverano:
- ossidazione parziale dell'etilene (processo Wacker);[15]
{\displaystyle {\ce {2CH2=CH2 + O2 -> 2CH3CHO}}}
- deidrogenazione catalitica dell'etanolo;
{\displaystyle {\ce {CH3CH2OH + 1/2O2 -> CH3CHO + H2O}}}
- idratazione dell'acetilene.[15]

## Utilizzi nell'industria chimica
L'acetaldeide è un importante reattivo impiegato nelle sintesi industriali organiche.
A partire dall'acetaldeide vengono ad esempio prodotti:
- acido acetico (per ossidazione catalitica)
- anidride acetica
- chetene
- etil acetato
- crotonaldeide
- 1-butanolo
- 2-etilesanolo (utilizzato per la preparazione del di-2-etilesilftalato)

In maniera analoga alla formaldeide, può formare un trimero ciclico, chiamato paraldeide, che a temperatura ambiente è un liquido incolore e che presenta punto di ebollizione di circa 123 °C.
L'acetaldeide può inoltre formare un tetramero ciclico, di formula (CH3CHO)4, chiamato metaldeide o meta, che a temperatura ambiente è un solido bianco, cristallino, sublimante a 112 °C, utilizzato come molluschicida, e come combustibile solido, in particolare nei fornelli da campo (in inglese  drying white spirits ), in analogia con l'altrettanto diffuso Esbit (praticamente urotropina).

## Effetti fisiologici

Reazione di produzione di acetaldeide da etanolo nell'organismo umano

Nel corpo umano, l'acetaldeide si forma per iniziale ossidazione dell'etanolo nel fegato ad opera dell'enzima alcol deidrogenasi; viene successivamente convertita in acido acetico dall'enzima aldeide deidrogenasi.
L'acetaldeide è catalogata come sostanza cancerogena, in grado di formare addotti al DNA (composti stabili covalenti, che si intercalano tra le basi del DNA e possibili promotori di carcinogenesi).
Essendo più tossica dell'alcol etilico, l'acetaldeide è responsabile di molti dei malesseri associati ad un dopo-sbornia.
I farmaci concepiti per combattere l'abuso di alcol (come il disulfiram) agiscono su quest'ultimo stadio rallentando l'ossidazione dell'acetaldeide ad acido acetico con conseguente prolungamento del malessere.